# ニコ・ゴンサレス
ニコ・ゴンサレス（Nico González)こと、ニコラス・ゴンサレス・イグレシアス (Nicolás González Iglesias, 2002年1月3日 - ）は、スペイン・ア・コルーニャ出身のサッカー選手。マンチェスター・シティFC所属。ポジションはミッドフィールダー。

## 経歴
11歳のときにモンタニェロスからFCバルセロナの下部組織に所属し、17歳でFCバルセロナBの試合に出場。2021年8月15日、レアル・ソシエダとの開幕戦で途中出場からトップチームデビューを果たした。12月18日、第18節のエルチェCF戦では2試合連続ゴールをきめて勝利に貢献した。2022年1月、トップチームへの昇格が発表され、背番号は14番になった。
2022年8月13日、バルセロナと2026年6月30日まで契約を延長し、同時に2022-23シーズンはバレンシアCFへローン移籍することが発表された。なお、買取オプションは含まれない。
2023年7月29日、FCポルトへの移籍が発表された。
2025年2月3日、マンチェスター・シティFCに移籍した。

## 家族
父は元サッカー選手で、スーペル・デポルと称されたデポルティーボ・ラ・コルーニャの黄金期に活躍したフラン。

## 個人成績
| クラブ             | シーズン | リーグ     | リーグ戦 | リーグ戦 | カップ戦 | カップ戦 | UCL  | UCL  | UEL  | UEL  | その他 | その他 | 合計 | 合計 |
| クラブ             | シーズン | リーグ     | 出場     | 得点     | 出場     | 得点     | 出場 | 得点 | 出場 | 得点 | 出場   | 得点   | 出場 | 得点 |
| ------------------ | -------- | ---------- | -------- | -------- | -------- | -------- | ---- | ---- | ---- | ---- | ------ | ------ | ---- | ---- |
| バルセロナ         | 2021–22  | プリメーラ | 27       | 2        | 1        | 0        | 4    | 0    | 3    | 0    | 1      | 0      | 35   | 2    |
| バレンシア（Loan） | 2022-23  | プリメーラ | 26       | 1        | 0        | 0        | -    | -    | -    | -    | 0      | 0      | 26   | 1    |
| 総通算             | 総通算   | 総通算     | 53       | 3        | 1        | 0        | 4    | 0    | 3    | 0    | 1      | 0      | 61   | 3    |